# Antonio María García Blanco
Antonio María García Blanco (Osuna, 1800-Osuna, 1889) fue un hebraísta, profesor, político y sacerdote español.

## Biografía
Nació el 24 de septiembre de 1800 en la localidad sevillana de Osuna. De inclinaciones liberales y descrito por Ossorio y Bernard como «humanista», García Blanco abrazó el estado eclesiástico y, terminados sus estudios, desempeñó varios curatos. Luego fue nombrado canónigo magistral de la real capilla de San Fernando de Sevilla. Elegido diputado en las Cortes de 1836, desempeñó la cátedra de Literatura hebrea en la Universidad Central y llegó a ser decano de la Facultad de Filosofía y Letras, además de consejero de instrucción pública. Publicó diversas obras lexicográficas y dirigió desde 1841 a 1850 el Boletín del Instituto Español. Retirado a su localidad natal, falleció allí el 22 de mayo de 1889.